# Prisma (italienischer Satellit)
PRISMA (PRecursore IperSpettrale della Missione Applicativa) ist ein Erdbeobachtungssatellit der italienischen Raumfahrtbehörde ASI.
Der Satellit wurde am 22. März 2019 um 1:50 Uhr UTC mit einer Vega-Trägerrakete vom Raumfahrtzentrum Guayana in eine polare, sonnensynchrone Umlaufbahn gebracht. Nach Kalibrierung und Prüfung der Systeme begann im Mai 2020 der wissenschaftliche Betrieb des Satelliten.

## Eigenschaften
Der dreiachsenstabilisierte Satellit ist mit einer Hyperspektralkamera mit 210 mm Öffnung und 620 mm Brennweite und einer damit verbundenen panchromatischen Kamera von Leonardo S.p.A. ausgerüstet und sammelt Daten für die Überwachung und Vorhersage von Umweltveränderungen. PRISMA ist in der Lage, 240 Bänder (239 Spektralbänder von 400 bis 2505 nm und den panchromatischen Kanal im Bereich 400 bis 700 nm) zu erfassen. Die spektrale Auflösung beträgt 12 Nanometer. Im Hyperspektralbetrieb beträgt die räumliche Auflösung etwa 30 Meter pro Bildpunkt und mit der Schwarzweiß-Kamera eine Auflösung von fünf Metern pro Bildpunkt. Die Schwadbreite beträgt 30 km. Es handelt sich um den Vorläufer einer neuen kleinen Plattform für Erdbeobachtungssatelliten.
Der Satellit wurde von der OHB Italia, dem italienischen Ableger der deutschen OHB System AG in Tortona (zwischen Genua und Mailand) konstruiert und gebaut. Er besitzt eine geplante Lebensdauer von 5 Jahren.